# Hadselfjord
L'Hadselfjorden, o Hadselfjord,  è un fiordo (o, più precisamente, uno stretto) nell'arcipelago delle Vesterålen, in Norvegia. Il fiordo separa l'isola Hadseløya (ai lati nord e ovest del fiordo) dalle isole Austvågøya e Hinnøya (ai lati sud ed est del fiordo). A nord-est, l'Hadselfjorden si collega con lo stretto di Sortlandssund, che separa le isole Langøya e Hinnøya.
I villaggi di Melbu e Fiskebøl sono collegati da un traghetto che attraversa l'Hadselfjorden. Precedentemente, vi era anche un traghetto che collegava le città Stokmarknes e Kaljord, sull'isola di Hinnøya, ma questa tratta non è più attiva.